# Ipsea
Ipsea é um género botânico pertencente à família das orquídeas (Orchidaceae).

## Espécies
- Ipsea malabarica
- Ipsea speciosa
- Ipsea thailandica